# Os Esquecidos
Os Esquecidos  (em castelhano:  Los olvidados) é um filme mexicano de 1950, do gênero drama, dirigido por Luis Buñuel.
Os Esquecidos é a  primeira obra da fase mexicana do diretor espanhol. Foi rodado no subúrbio da Cidade do México.

## Sinopse
Retrata o cotidiano de um grupo de jovens delinqüentes, entre eles Jaibo, recém fugido do reformatório, e Pedro, um garoto rejeitado pela mãe que acaba se envolvendo em um assassinato.

## Principais prêmios e indicações
Os Esquecidos recebeu uma indicação ao BAFTA de melhor filme e deu a Buñuel o prêmio de melhor diretor no Festival de Cannes, em 1951.